# Lenguas cananeas
Las lenguas cananeas son una subfamilia de las lenguas semíticas que fueron habladas por los antiguos pueblos de la región de Canaán, incluyendo cananeos, hebreos, fenicios y filisteos. Todas ellas se extinguieron como lenguas nativas al principio del primer milenio de nuestra era, aunque el hebreo permaneció en el uso literario y religioso entre los judíos, y fue revivido como lengua habitual hablada en el siglo XIX por Eliezer Ben Yehuda. Los fenicios (y especialmente la expansión cartaginesa) difundieron su lengua cananea hacia el Mediterráneo occidental durante un tiempo, pero allí también desapareció, aunque parece haber sobrevivido algo más que en Fenicia misma.

## Lenguas
- Lenguas fenicias - extintas
  - Fenicio libanés - extinta
  - Púnico - extinta
- Lengua semítica filistea, también conocida como «lengua de Ecrón»[1][2] - extinta[nota 1]
- Lenguas hebreas
  - amonita - extinta
  - moabita - extinta
  - edomita - extinta
  - Hebreo bíblico - litúrgica
    - Hebreo samaritano - litúrgica
    - Hebreo misnaico - litúrgica
      - Hebreo tiberiano - litúrgica
      - Hebreo mizrahí - litúrgica
        - Hebreo yemenita - litúrgica

      - Hebreo sefardita - litúrgica
      - Hebreo ashkenazí - litúrgica
      - Hebreo moderno - En uso en Israel.

Las principales fuentes para el estudio de las lenguas canaaneas son la Biblia hebrea (Tanakh) e inscripciones tales como:
- en moabita: la estela de Mesha, la estela de El-Kerak
- en hebreo bíblico: el Calendario de Gézer
- en lenguas fenicias: la inscripción de Ahiram, el sarcófago de Eshmunazar, la inscripción de Kilamuwa, the Byblos inscription
- en púnico tardío: en Poenulus - de Plauto - al comienzo del quinto acto. Además de numerosas inscripciones en el Mediterráneo.

Las inscripciones cananeas extrabíblicas están recogidas junto con las arameas en las ediciones del libro Kanaanäische und Aramäische Inschriften, del cual pueden ser referenciadas como KAI n (para un número n); por ejemplo, la estela de Mesha es "KAI 181".
Las lenguas cananeas, junto con las lenguas arameas y el ugarítico, forman el subgrupo de las lenguas semíticas noroccidentales. He aquí dos ejemplos del distanciamiento dado entre el cananeo y el arameo:
- El prefijo h- usado como artículo definido (mientras que el arameo tiene una -a final). Esto parece ser una innovación del cananeo.
- El pronombre de primera persona es 'ʼnk' (אנכ - anok(i)) (frente al arameo - ʼnʼ/ʼny) - que es similar al acadio y al antiguo egipcio.